# Kondorosi csárda
A Kondorosi Csárda Kondoros legnevezetesebb épülete, egyben a Dél-Alföld területén ez legismertebb pusztai csárda Békés vármegyében. Az épület ma étteremként és múzeumként funkcionál.

## Története
A csárda mai is álló helyén két épületet emeltek fel. Az épület a nyolc út találkozásánál központosul, amelyek Szarvas, Endrőd, Mezőberény, Békés, Békéscsaba-Gyula, Arad, Orosháza és Szentes felé vezetnek. Emiatt vált kitüntetett jelentőségűvé.
Az első épületet az 1740-es évek elején épült vályog és nád felhasználásával. Az építőjét nem ismert. Ezt az épületet 1783-ban a gyomaiak bosszúból felégették. A második barokk stílusú csárda magtárral kiegészülve 1784-ben létesült báró Harruckern Ferenc Domonkos uradalmi ideje alatt építették. Más elbeszélések szerint az eredeti épületet az 1820-as években lebontották és a helyére egy téglaerődöt építettek csárdakúttal. 
A csárda első említése az 1784. évi katonai felmérésből ismerjük. Az épületet 1801-ben három évre, majd később 1826 során Szarvas városa bérbe kapta a csárdát. Később Vostyiár Mátyás csárdás, majd Bagi Pál kocsmáros tulajdonában állt az épület. A 19. század közepén élte a csárda a fénykorát. Ez a népszerűség nem csak az utazók számára vált pihenőhellyé, de a betyároknak is központja volt. Az 1850-es évek során Rózsa Sándor, illetve Kanalas Menyhért uralta a térséget, akikkel a csárdatulajdonosok jó kapcsolatot ápoltak.
1852-ben a csárdával szemben egy pandúrlaktanyát építettek, a legendák szerint a betyárok megfigyelésének érdekében. Valójában a bécsi udvar célja a Batthyány család csákói birtokának ellenőrzése érdekében építette a laktanyát.
A kondorosi csárdában számos hazai személyiség megfordult itt (Petőfi Sándor, Petőfi Zoltán, Erkel Ferenc). Emellett Arany János Kondorosi csárda mellett című versében, illetve Móricz Zsigmond írásaiban is olvashatunk a helységről.
Az I. világháborút követően a csárda déli oldalát bővítették egy széles folyosóval. A II. világháborút követően az épület raktárként, majd pártházként funkcionált. Miután 1955-ben a Kondorosi Földművelési Szövetkezet tulajdonába került ismét csárdaként üzemelt az épület. Később a kondorosi ÁFÉSZ tulajdonolta az épületet a rendszerváltásig. Az 1970-es években az étterem konyháját korszerűsítették, majd az 1984-ben műemléki státuszba került épületet ekkoriban újították fel ismét.
2002-ben az épület a helyi önkormányzat tulajdonába került. Egy évvel később az épület régi állapotában lett felújítva, múzeumi helységet kialakítva. A kiállítási tárgyakat a helyi lakosság biztosította. 2005-ben a konyhát ismét modernizálták, amely már megfelelt a HACCP előírásainak. 2020-ban az épület homlokzatát felújították, korszerűsítették fűtését és napelemeket telepítettek rá. Továbbá a múzeumot interaktív tárlattá alakították át és rekonstruálták Mihály Árpád és Cs. Pataj Mihály Betyárok rohama a szabadságharcban című nagyméretű festményét. A múzeum megnyitóján, 2020. július 15-én jelen volt Oszter Sándor színművész is.

## A csárda napjainkban
A csárda belsejében kiváló étterem és múzeum üzemel. A restaurálást követően eredeti állapotban tekinthető meg az épület pincéje, padlása és a betyárok bújtatására szolgáló kéményjárat. Az étterem a magyar gasztronómia tradicionális ételeit kínálja, a múzeum pedig betekintést mutat a betyárok életébe, szokásaiba.
Minden év augusztusában a nevezetes Kondorosi Betyárnapokat a csárda melletti téren rendezik meg.

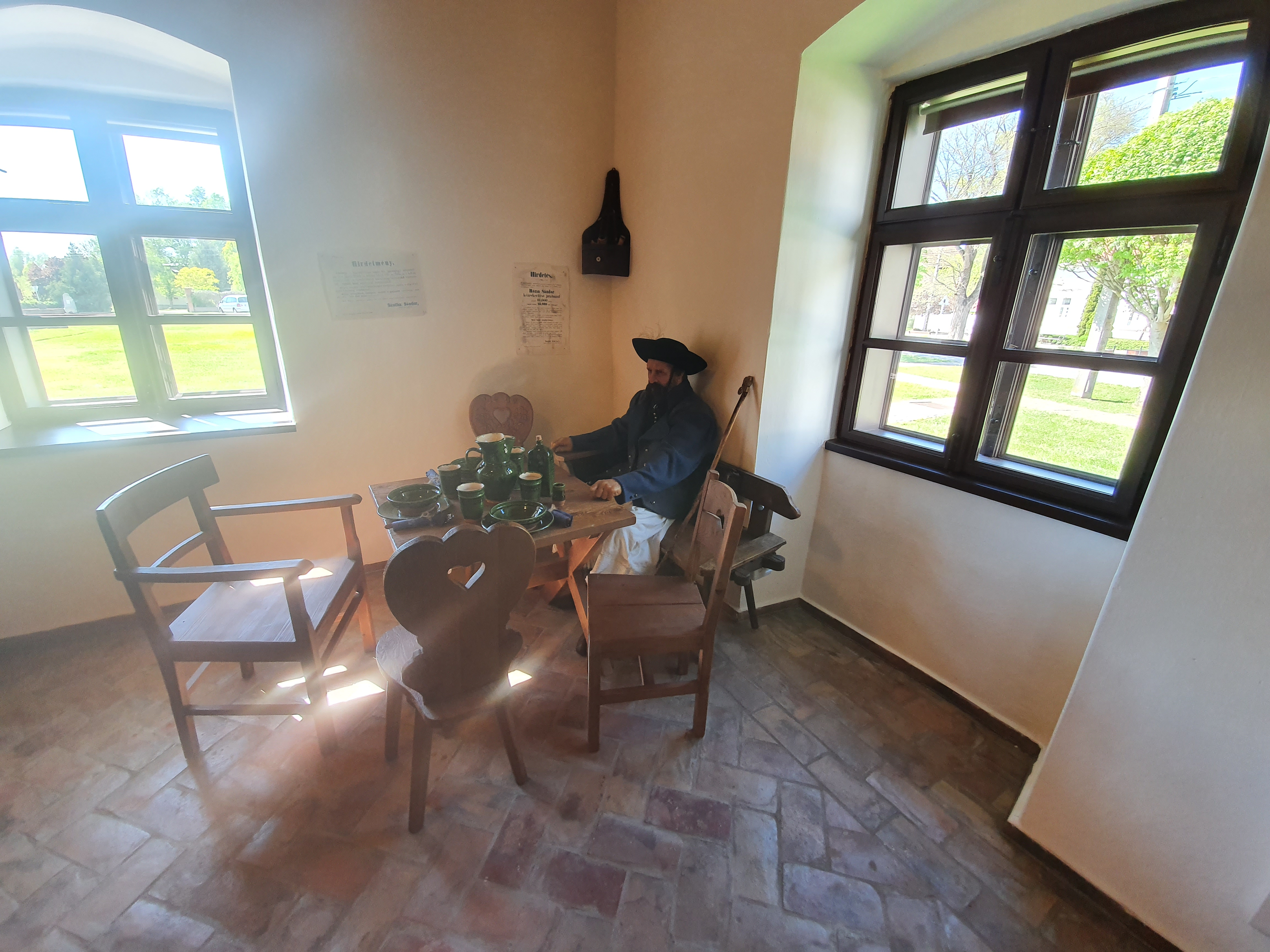
Rózsa Sándor figurája a múzeumban